# Stanley DeSantis
Stanley Desantis (Roslyn, 6 luglio 1953 – Los Angeles, 9 agosto 2005) è stato un attore statunitense.

## Biografia
Nato nello stato di New York, uno di sei fratelli, suo padre lavorava nel settore abbigliamento fino a quando, finito nella bancarotta, si trasferì con la famiglia a Chicago, dove Stanley studiò presso la scuola cinematografica di New York per poi studiare per un breve periodo anche all'Illinois Weselyan University.
Nel 1977 si trasferì a Los Angeles ed ha iniziato qualche anno dopo la sua carriera prendendo parte in diversi ruoli televisivi ma poi si è dedicato anche al cinema. È anche stato attivo nel campo dell'abbigliamento, lavorando in un negozio di T-Shirt e possedeva anche una società di sapone, la "Bubbletown". È morto nel 2005, a 52 anni, per un infarto.

## Filmografia parziale
- Piume di struzzo (1996)
- Un uomo in prestito (1996)
- The Fan - Il mito (1996)
- Mi chiamo Sam (2001)
- Piccole bugie travestite (Die, Mommie, Die!), regia di Mark Rucker (2003)
- The Aviator, regia di Martin Scorsese (2004)
- Something New, regia di Sanaa Hamri (2006)

## Doppiatori italiani
- Stefano De Sando in Mi chiamo Sam
- Angelo Nicotra in The Aviator
- Roberto Stocchi in Something New